# Челано
Челано (італ. Celano) — муніципалітет в Італії, у регіоні Абруццо, провінція Л'Аквіла.
Челано розташоване на відстані близько 95 км на схід від Рима, 34 км на південний схід від Л'Акуїли.
Населення — 11 018 осіб (2014).

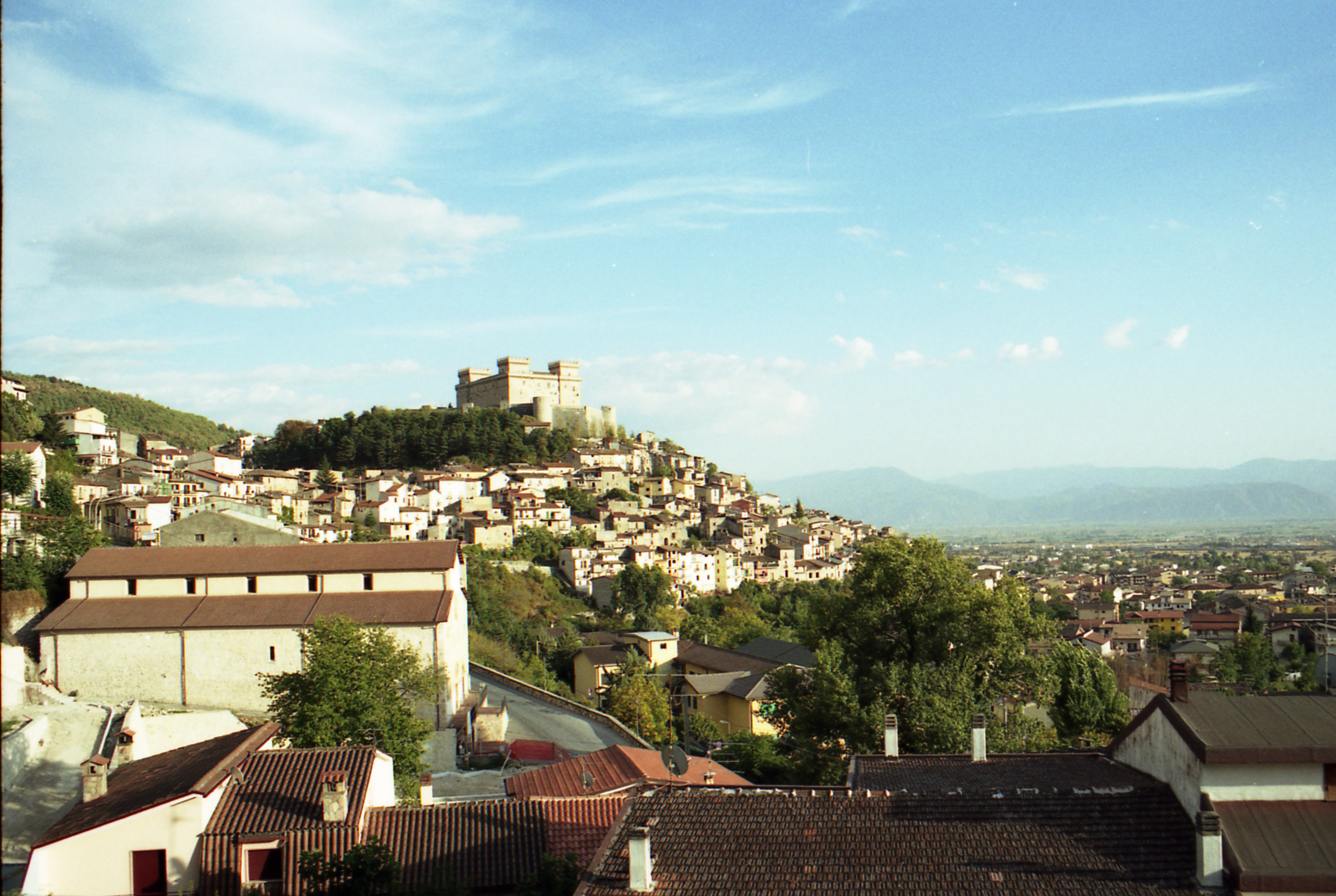

Щорічний фестиваль відбувається 26 серпня. Покровитель — Simplicio, Costanzo e Vittoriano.

## Демографія
Населення за роками:

Станом на 1 січня 2023 року в муніципалітеті офіційно проживало 1228 іноземців з 29 країн, серед них 241 громадянин країн Євросоюзу та 65 громадян України.

## Сусідні муніципалітети
- Аєллі
- Авеццано
- Кастельвеккьо-Субекуо
- Черкьо
- Коллармеле
- Гальяно-Атерно
- Луко-дей-Марсі
- Овіндолі
- Пешина
- Сан-Бенедетто-дей-Марсі
- Сечинаро
- Тразакко